# 细胞因子释放综合征
细胞因子释放综合征（CRS）是一种全身炎症反应综合征 (SIRS)，当免疫系统与病原体作斗争时，大量白血球被激活並释放促炎性细胞因子後，就有可能出現细胞因子释放综合征。而此時这些促炎性细胞因子又会激活更多的白细胞。

## 症状和体征
症状包括发烧、疲劳、食欲不振、肌肉和关节疼痛、恶心、呕吐、腹泻、皮疹、呼吸急促、心动过速、低血压、癫痫发作、头痛、精神错乱、谵妄、幻觉、震颤和失去协调。